# Lê Vũ Cầu
Lê Vũ Cầu tên thật là Lê Bửu Cầu (22 tháng 3 năm 1955 – 23 tháng 9 năm 2008) là một nghệ sĩ hài - kịch người Việt Nam, được biết đến nhiều qua các vai hài, như vai thằng Đậu trong vở "Vợ thằng Đậu", "Chí Phèo" trong vở kịch cùng tên.

## Tiểu sử
Lê Vũ Cầu sinh tại thành phố Cà Mau, tỉnh Cà Mau, xuất thân từ một gia đình khá giả có ba mẹ, hai chị gái, một em gái và hai em trai. Tuy vậy nhưng tuổi thơ ông đã sớm chịu nhiều bất hạnh. Năm 1963, khi mới 8 tuổi, cha và mẹ Lê Vũ Cầu bị thiệt mạng do một chiếc máy bay Mỹ rơi trúng nhà. Sáu chị em trở nên côi cút, mỗi người phải nương tựa vào những người bà con. Sau khi ở với bà nội tại Tây Ninh được một năm, ông bỏ nhà ra đi, bắt đầu cuộc sống phiêu bạt giang hồ.
Lang thang đến Quy Nhơn, Lê Vũ Cầu làm quen với nhiều trẻ bụi đời và nhập bọn chung với chúng, làm đủ thứ việc như: đánh giày, bán báo, thậm chí dắt gái, đánh lộn... mà theo lời ông tâm sự thì "...tất cả chỉ sao cho có miếng ăn". Với biệt danh "Cầu Sài Gòn", chuyên cầm đầu một băng nhóm trẻ lang thang ở thành phố Quy Nhơn, dám làm những chuyện "động trời" như đánh lính Mỹ để bảo kê cho gái giang hồ... Thời gian này, cậu bé Lê Vũ Cầu cũng bị hành hạ bởi bọn đầu gấu và bị chúng dụ dỗ dùng thử ma túy.
Một thời gian sau, Lê Vũ Cầu tình cờ làm quen được với những người trong đoàn cải lương Minh Cảnh, thấy Vũ Cầu nhanh nhẹn nên họ đã nhận vào làm một chân "chạy cờ". Mặc dù bị bọn đầu gấu đe dọa và trả thù, ông cũng nhất quyết theo đoàn. Tại đây, ông làm nhiều công việc lặt vặt như: soát vé, kéo màn cho tới dọn dẹp hậu đài, bưng bê đồ cho các đào kép...
Có một công việc đàng hoàng như thế quả là một chuyện không tưởng đối với một trẻ bụi đời như Vũ Cầu. Ông tâm sự: "Tôi chỉ muốn thoát khỏi mảnh đất đã khiến tôi bị ám ảnh. Dù phải làm gì, đi đâu nhưng tôi không thể trở lại cuộc sống khủng khiếp như thế!".

### Bắt đầu sự nghiệp[1]
Làm ở đoàn Minh Cảnh một thời gian, ông tiếp tục gia nhập nhiều đoàn hát khác như: "Hương Mùa Thu", "Phước Chung", và đoàn "Kim Chưởng"... đi lưu diễn khắp miền Trung đến miền Tây Nam Bộ. Vừa chạy cờ, ông vừa để ý tự học ở các diễn viên trên sân khấu. Thế rồi, từ một tay soát vé vặt, ông được nhận nhiều kiểu vai như: lính vệ, thằng ở rồi dần dần trở thành kép độc, kép chính. Lúc chưa đầy 20 tuổi, ông đã được bầu hát phát hiện ra tố chất diễn hài đặc biệt của mình. Đây cũng là một bước ngoặt lớn trong cuộc đời của Lê Vũ Cầu.
Từ sau năm 1975, ông bắt đầu chuyển qua sân khấu kịch, và trở thành một trong những cây hài nổi tiếng tại miền Nam lúc bấy giờ. Ông tham gia nhiều vở diễn và còn cộng tác với Đài Truyền hình Thành phố Hồ Chí Minh (HTV) trong nhiều tiểu phẩm hài, đặc biệt thành công với chuyên mục "Trong nhà ngoài phố", "Chuyện đời thường", và chuyên mục "Chống bạo hành trong gia đình"... Từ đây, sự nghiệp của Lê Vũ Cầu bắt đầu trở nên sáng sủa, ông và nghệ sĩ Hồng Vân đã trở thành một cặp bài trùng trong các vở hài.
Không chỉ là một diễn viên kịch nói, ông còn thành công với nhiều vai trò như đạo diễn, diễn viên điện ảnh... Trong vai trò đạo diễn, ông viết một số vở như "Con gái ngài giám đốc", "Con ai", "Chuyện lạ", "Bếp lò"... đã gây được tiếng vang trong sân khấu kịch. Chùm kịch hài "Vợ chồng thằng Đậu" do Lê Vũ Cầu cùng Hồng Vân diễn gây ấn tượng đến mức cả hai được khán giả gọi "yêu" là "Vợ chồng thằng Đậu".
Vào khoảng những năm 1990 trở đi, sân khấu hài tại miền Nam bắt đầu thời kỳ huy hoàng của mình. Lê Vũ Cầu lập nhóm tấu hài mang tên ông, gồm có các kịch sĩ Mai Huỳnh, Quang Đại, Nguyễn Châu, Phương Dung, Phi Phụng. Nhóm hài Lê Vũ Cầu biểu diễn rất thành công ở các sân khấu lớn trên địa bàn thành phố,... Thời gian này, ông có những vai diễn "để đời" như: vai ông già trong vở "Dạ cổ hoài lang", "Tình anh bán chè", "Người đàn bà đức hạnh", "Sợ vợ mới anh hùng"... Trong lĩnh vực điện ảnh, Lê Vũ Cầu tham gia đóng một số phim như: "Con nhà nghèo", "Chuyện cũ ở Trùng Quang", "Người Bình Xuyên", "Chuyện vui ngày tết", "Mảnh trăng côi", "Hẻm sâu", "Nợ đời", "Như một huyền thoại", "Ráng chiều",... đặc biệt là vai chính "Ông cá Hô" trong bộ phim cùng tên của đạo diễn Trần Mỹ Hà.

### Phim đã tham gia
- Con nhà nghèo (1998)
- Chuyện cũ ở Trùng Quang
- Người Bình Xuyên
- Chuyện vui ngày tết (2003)
- Mảnh trăng côi (2004)
- Hẻm sâu (2000)
- Nợ đời (2004)
- Như một huyền thoại (1995)
- Ông cá Hô (1998)

### Những năm cuối đời
Năm 2002, khi đang ở trên đỉnh vinh quang của sự nghiệp, Lê Vũ Cầu suýt từ giã cõi đời khi phải nhập viện cấp cứu vì chứng xơ gan cổ chướng, lâm vào tình trạng hôn mê trong hơn 3 ngày, nhưng may sao, ông đã hồi phục. Lê Vũ Cầu tâm sự: "Tôi đã lúc tỉnh lúc mê không biết bao nhiêu ngày. Trong những ngày đó, có những lúc tôi cảm giác mình đã đi rồi, nhưng rồi lại thấy như có ai đang níu kéo mình lại. Đau đớn quằn quại, có những lúc tôi muốn được giải thoát cho thật nhanh, nhưng cũng có lúc tôi lại mong mình được sống, được trở lại với bạn bè".

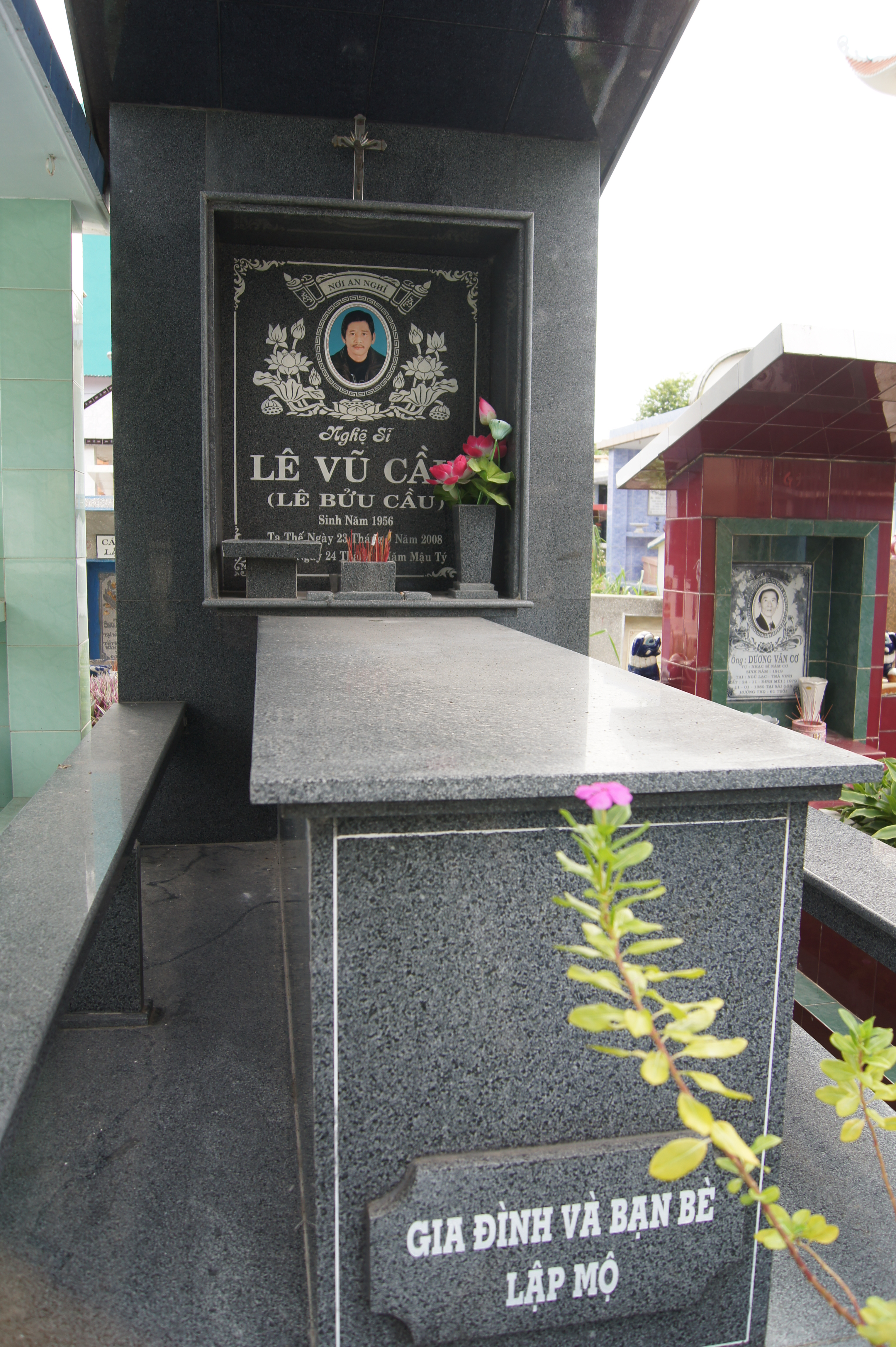
Phần mộ nghệ sĩ Lê Vũ Cầu.

Năm 2005, ông lại tiếp tục thoát khỏi lưỡi hái của tử thần khi phải cấp cứu ở Bệnh viện An Bình (Quận 5, TP.HCM), cũng lâm vào tình trạng hôn mê mất mấy ngày nhưng điều kỳ diệu là ông vẫn sống. Sau khoảng thời gian đó, Lê Vũ Cầu lặng lẽ nói lời chia tay sân khấu, ông dành thời gian để chăm chút quán ăn nhỏ của mình mang tên "Vợ thằng Đậu" ở 40 Đặng Văn Bi, quận Thủ Đức, tại quán ăn này ông tổ chức phát cơm chay từ thiện cho người nghèo và những người vô gia cư. Ông nói: "Ngày nào người ăn cũng đông, hôm ít thì cũng hơn 100, hôm đông có khi đến hơn 200. Tôi thấy họ ăn ngon, tôi vui lắm. Ít ra là tôi vẫn còn có ích trong cuộc đời này".
Tháng 9 năm 2008, nghệ sĩ Lê Vũ Cầu phải nhập viện để điều trị căn bệnh xơ gan tái phát đã ở vào giai đoạn cuối tại Bệnh viện Quân dân Miền Đông (Quận 9). Lần này ông lâm vào tình trạng hôn mê kéo dài và mất vào rạng sáng ngày 23 tháng 9, linh cữu được đưa đi an táng tại Nghĩa trang Nghệ sĩ Gò Vấp.